# 高津 (大阪市)
高津（こうづ）は、大阪府大阪市中央区の町名。現行行政地名は高津一丁目から高津三丁目。

## 地理
大阪市中央区の南部に位置する。北は瓦屋町、西は日本橋、南は浪速区下寺、西は中寺および天王寺区生玉町にそれぞれ接する。
一丁目には古典落語の一つである高津の富の舞台として知られる高津宮が鎮座する。地内の中央を南北に阪神高速1号環状線と東西に千日前通がそれぞれ走っている。

## 歴史
- 1733年（享保18年） 西成郡西高津村領内において西高津新地の開発が始まる。
- 1745年（延享2年） 西高津新地1 - 9丁目が成立し、大坂三郷に編入される。
- 1872年（明治5年） 高津町一番丁 - 十番丁に改編。
- 1984年（昭和59年） 高津1 - 3丁目の現行町名となる。
  - おおむね旧・高津町三番丁・七番丁 - 十番丁にあたる西部は日本橋へ編入された。

### 町名の由来
周辺一帯の広域地名に由来。難波高津（なにわのたかつ）の高津の音読、国府津（こうづ）の転訛、郡戸荘（こおどのしょう）の転訛など諸説ある。地内に貞観8年（866年）に創建された高津宮がある。

## 世帯数と人口
2019年（平成31年）3月31日現在の世帯数と人口は以下の通りである。
| 丁目       | 世帯数    | 人口    |
| ---------- | --------- | ------- |
| 高津一丁目 | 620世帯   | 918人   |
| 高津二丁目 | 657世帯   | 853人   |
| 高津三丁目 | 1,931世帯 | 2,872人 |
| 計         | 3,208世帯 | 4,643人 |

### 人口の変遷
国勢調査による人口の推移。
| 1995年（平成7年）  | 2,893人 | [ 5 ] |  |
| 2000年（平成12年） | 2,846人 | [ 6 ] |  |
| 2005年（平成17年） | 3,591人 | [ 7 ] |  |
| 2010年（平成22年） | 4,037人 | [ 8 ] |  |
| 2015年（平成27年） | 4,413人 | [ 9 ] |  |

### 世帯数の変遷
国勢調査による世帯数の推移。
| 1995年（平成7年）  | 1,572世帯 | [ 5 ] |  |
| 2000年（平成12年） | 1,665世帯 | [ 6 ] |  |
| 2005年（平成17年） | 2,338世帯 | [ 7 ] |  |
| 2010年（平成22年） | 2,717世帯 | [ 8 ] |  |
| 2015年（平成27年） | 3,080世帯 | [ 9 ] |  |

## 事業所
2016年（平成28年）現在の経済センサス調査による事業所数と従業員数は以下の通りである。
| 丁目       | 事業所数  | 従業員数 |
| ---------- | --------- | -------- |
| 高津一丁目 | 68事業所  | 630人    |
| 高津二丁目 | 31事業所  | 207人    |
| 高津三丁目 | 101事業所 | 1,067人  |
| 計         | 200事業所 | 1,904人  |

## 施設

### 公園
- 高津公園

### 社寺
- 高津宮
- 報恩寺
- 円成寺
- 梅ノ井

## 交通

### 鉄道
- 地内に駅はなく、最寄り駅は谷町九丁目駅および日本橋駅である。

### 道路
高速道路
- 阪神高速1号環状線 高津入口

主要地方道

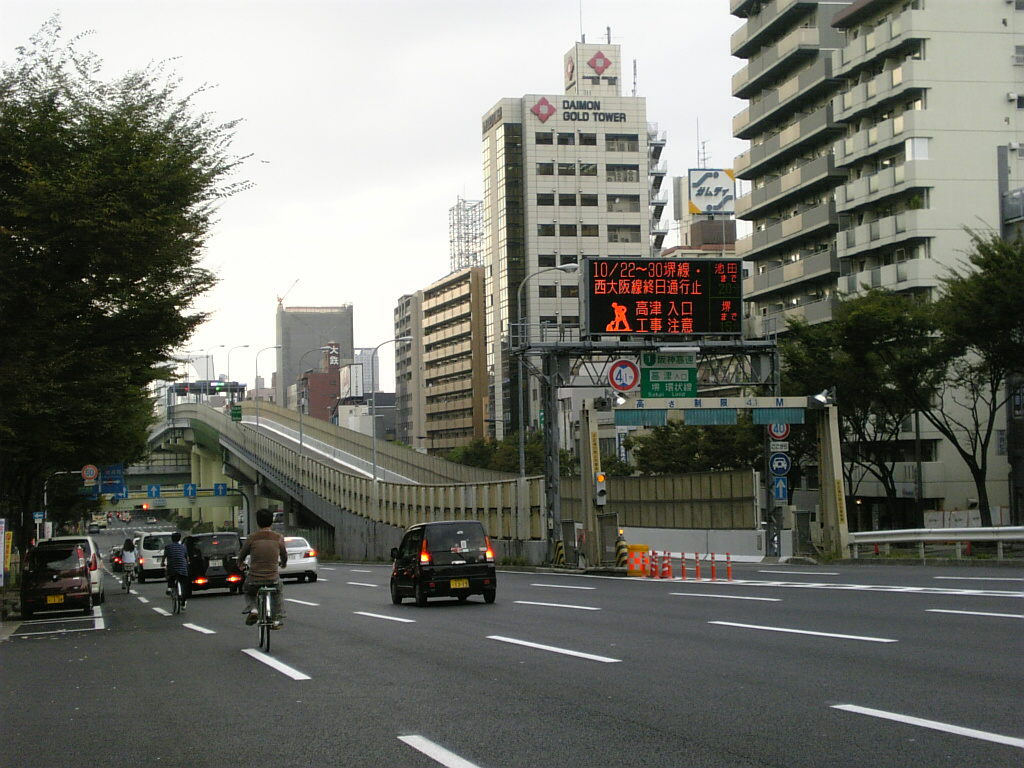
高津入口

- 大阪府道・奈良県道702号大阪枚岡奈良線（千日前通）
- 大阪市道天神橋天王寺線（松屋町筋）

## その他

### 日本郵便
- 〒542-0072[3]（集配局：大阪南郵便局[11]）